# أبو عاشور
أبو عاشور إحدى قرى مركز التل الكبير التابع لمحافظة الإسماعيلية بجمهورية مصر العربية.